# Austrolejeunea
Austrolejeunea är ett släkte av bladmossor. Austrolejeunea ingår i familjen Lejeuneaceae.
Kladogram enligt Catalogue of Life:
| Austrolejeunea | \| \| Austrolejeunea conchophylla \| \| \| \| \| \| Austrolejeunea hamata \| \| \| \| \| \| Austrolejeunea occidentalis \| \| \| \| \| \| Austrolejeunea olgae \| \| \| \| \| \| Austrolejeunea papillosa \| \| \| \| \| \| Austrolejeunea talinayi \| \| \| \| |
|                | \| \| Austrolejeunea conchophylla \| \| \| \| \| \| Austrolejeunea hamata \| \| \| \| \| \| Austrolejeunea occidentalis \| \| \| \| \| \| Austrolejeunea olgae \| \| \| \| \| \| Austrolejeunea papillosa \| \| \| \| \| \| Austrolejeunea talinayi \| \| \| \| |
|                | Austrolejeunea conchophylla |
|                | |
|                | Austrolejeunea hamata |
|                | |
|                | Austrolejeunea occidentalis |
|                | |
|                | Austrolejeunea olgae |
|                | |
|                | Austrolejeunea papillosa |
|                | |
|                | Austrolejeunea talinayi |
|                | |